# اریش سیبرت
اریش سیبرت (الگو:Lang-یث; ۷ مهٔ ۱۹۱۰ – ۱ ژانویهٔ ۱۹۴۷) کشتی‌گیر اهل آلمان بود.